# Короленко, Григорий Федотович
Григо́рий Федо́тович Короле́нко (20 марта 1910, Старощербиновская, Кубанская область — 27 мая 1983, Ейск, Краснодарский край) — советский офицер, участник Великой Отечественной войны, Герой Советского Союза (13.09.1944). Полковник (1944).

## Биография
Григорий Короленко родился 20 марта 1910 года в станице Старощербиновская Ейского отдела Кубанской области (ныне — Щербиновский район Краснодарского края). Окончил школу, с 1929 года работал шахтером Чистяковского рудоуправления в Сталинской области Украинской ССР, с мая 1932 года — сапожником в Ейском объединении «Кожремонт» в Старощербиновской.
В сентябре 1933 года был призван на службу в Рабоче-крестьянскую Красную армию. Окончил полковую школу 26-го стрелкового полка 9-й Донской стрелковой дивизии Северо-Кавказского военного округа, после её окончания с октября 1934 года командовал отделением в этой школе. С октября 1935 года служил в 113-м стрелковом полку 38-й стрелковой дивизии того же округа: командир отделения, старшина полковой школы, с августа 1937 по август 1938 — командир взвода. В 1939 году окончил курсы младших лейтенантов в Ростове-на-Дону. С апреля 1939 по октябрь 1940 — командир роты 875-го стрелкового полка 158-й стрелковой дивизии. Затем был направлен на учёбу и в июне 1941 года окончил курсы «Выстрел». За несколько дней до начала войны назначен командиром батальона 232-го стрелкового полка 182-й стрелковой дивизии (22-й стрелковый корпус, 27-я армия, Прибалтийский особый военный округ).
С первого дня Великой Отечественной войны старший лейтенант Г. Ф. Короленко — на её фронтах. Принимал участие в боях на Северо-Западном фронте, участвуя в тяжелых оборонительных боях на рубеже 25-го Псковского укрепрайона. В августе 1941 года стал помощником начальника штаба 232-го стрелкового полка, в этой должности участвовал в оборонительных боях у Старой Руссы и в контрударе под Сольцами. С декабря 1941 — начальник штаба 933-го стрелкового полка 254-й стрелковой дивизии, которая в то время воевала в составе 11-й и 34-й армий Северо-Западного фронта, с января 1942 года участвуя в первой Демянской наступательной операции. В этих тяжелых боях в марте 1942 года уже ставший капитаном Григорий Короленко был ранен.
После выхода из госпиталя в июне 1942 года майор Григорий Короленко получил назначение командиром 936-го стрелкового полка 254-й стрелковой дивизии, которым успешно командовал на фронте два с половиной года. Сначала полк в составе 27-й и 11-й армий Северо-Западного фронта держал оборону восточнее Старой Руссы, в феврале 1943 года наступал в ходе второй Демянской наступательной операции. В апреле дивизию вывели в резерв Ставки ВГК, а в июле — передали в 52-ю армию на Воронежский фронт (с октября 1943 — 1-й Украинский фронт). Умело действовал в битве за Днепр, где в ночь с 28 на 29 сентября полк форсировал Днепр. Затем полк передали на другой участок фронта, где 14 ноября 1943 году ему пришлось повторно форсировать Днепр в районе города Черкассы. Там он во второй раз был ранен, но на этот раз после ранения остался в строю. В январе 1944 года участвовал в Кировоградской наступательной операции.
Командир 936-го стрелкового полка 254-й стрелковой дивизии 73-го стрелкового корпуса 52-й армии полковник Г. Ф. Короленко особо отличился во время Уманско-Ботошанской наступательной операции. В первый же день наступления, 5 марта 1944 года, полк Короленко прорвал оборонительную линию противника и затем более месяца вёл наступление в условиях распутицы и бездорожья на запад. Полк одну за другой форсировал с ходу руки Южный Буг, Днестр и Прут, а также принял активное участие в освобождении Умани. 25 марта полк одним из первых вышел на государственную границу СССР. В этой операции бойцами полка захвачены 24 артиллерийских орудия, 17 танков, 510 автомашин разных, 50 мотоциклов, 375 пленных. Уничтожено в бою: 79 танков, 75 орудий, 10 бронетранспортётов и иное вооружение. Убито и ранено до 3 600 солдат и офицеров противника.
Указом Президиума Верховного Совета СССР от 13 сентября 1944 года за «образцовое выполнение боевых заданий командования на фронте борьбы с немецкими захватчиками и проявленные при этом отвагу и геройство» полковнику Григорию Федотовичу Короленко присвоено звание Героя Советского Союза с вручением ордена Ленина и медали «Золотая Звезда».
В дальнейшем Короленко во главе того же полка участвовал в освобождении Молдавской ССР и Румынии, отлично действуя во время Ясско-Кишинёвской наступательной операции. В январе 1945 года он стал начальником штаба 294-й стрелковой дивизии 52-й армии, к тому времени переданной на 1-й Украинский фронт и сосредоточившейся на Сандомирском плацдарме. В этой должности участвовал в Висло-Одерской и Нижнесилезской наступательных операциях, наступая по Польше и Германии.
С 17 марта 1945 года — командир этой дивизии. Во главе дивизии участвовал в осаде Бреслау и в Берлинской наступательной операции. Боевой путь окончила 11 мая 1945 года, выйдя с боями в район города Млада-Болеслав в ходе Пражской наступательной операции.
После окончания войны Короленко продолжил службу в Советской армии. С августа 1945 по март 1946 года был заместителем командира 254-й стрелковой дивизии, переданной во Львовский военный округ. Затем его направили на учёбу и в январе 1947 года он окончил курсы усовершенствования командиров стрелковых дивизий при Военной академии имени М. В. Фрунзе. В январе—июле 1947 года — заместитель командира 14-й отдельной пулемётно-артиллерийской бригады в Забайкальско-Амурском военном округе, с июля 1947 — командир 6-го отдельного пулемётно-артиллерийского полка в 1-й Отдельной Краснознамённой армии, с февраля 1949 года — командир 56-го гвардейского стрелкового полка 19-й гвардейской стрелковой дивизии в 39-й армии Приморского военного округа, с января 1954 — командир 3-го стрелкового полка 40-й стрелковой дивизии (25-я армия, Дальневосточный военный округ). В ноябре 1955 года полковник Г. Ф. Короленко был уволен в запас.
Проживал в Ейске. Был первым председателем Ейского городского Совета ветеранов. Скончался 27 мая 1983 года.

## Награды
- Герой Советского Союза (13.09.1944)
- орден Ленина (13.09.1944)
- три ордена Красного Знамени (20.12.1943, 11.04.1945, 30.12.1956)
- орден Суворова 2-й степени (29.05.1945)
- орден Отечественной войны 1-й степени (20.09.1943)
- два ордена Красной Звезды (11.05.1942, 15.11.1950)
- медаль «За боевые заслуги» (3.11.1944)
- медали[1].

## Память
- В честь Короленко названо высшее профессиональное училище в Черкассах[1].
- Улица в Черкассах названа в честь Г. Ф. Короленко. В начале улицы установлен памятный знак с горельефом Короленко и памятной надписью.
- Мемориальная доска в честь Григория Короленко установлена в 2015 году в Ейске на фасаде дома, где жил герой (улица Таманская, 101)[4][5].